# Schijnboktorren
Schijnboktorren (Oedemeridae) zijn een relatief kleine familie van kevers met een kosmopolitische verspreiding. Er zijn zo'n 1500 bekende soorten schijnboktorren, verdeeld in ongeveer 100 geslachten. De Nederlandse naam danken de kevers aan de overeenkomsten van veel vertegenwoordigers van de boktorrenfamilie, zowel qua uiterlijk als levenswijze. Verder kenmerken schijnboktorren zich door het gebruik van een giftige afweerstof ter verdediging.

## Uiterlijke kenmerken

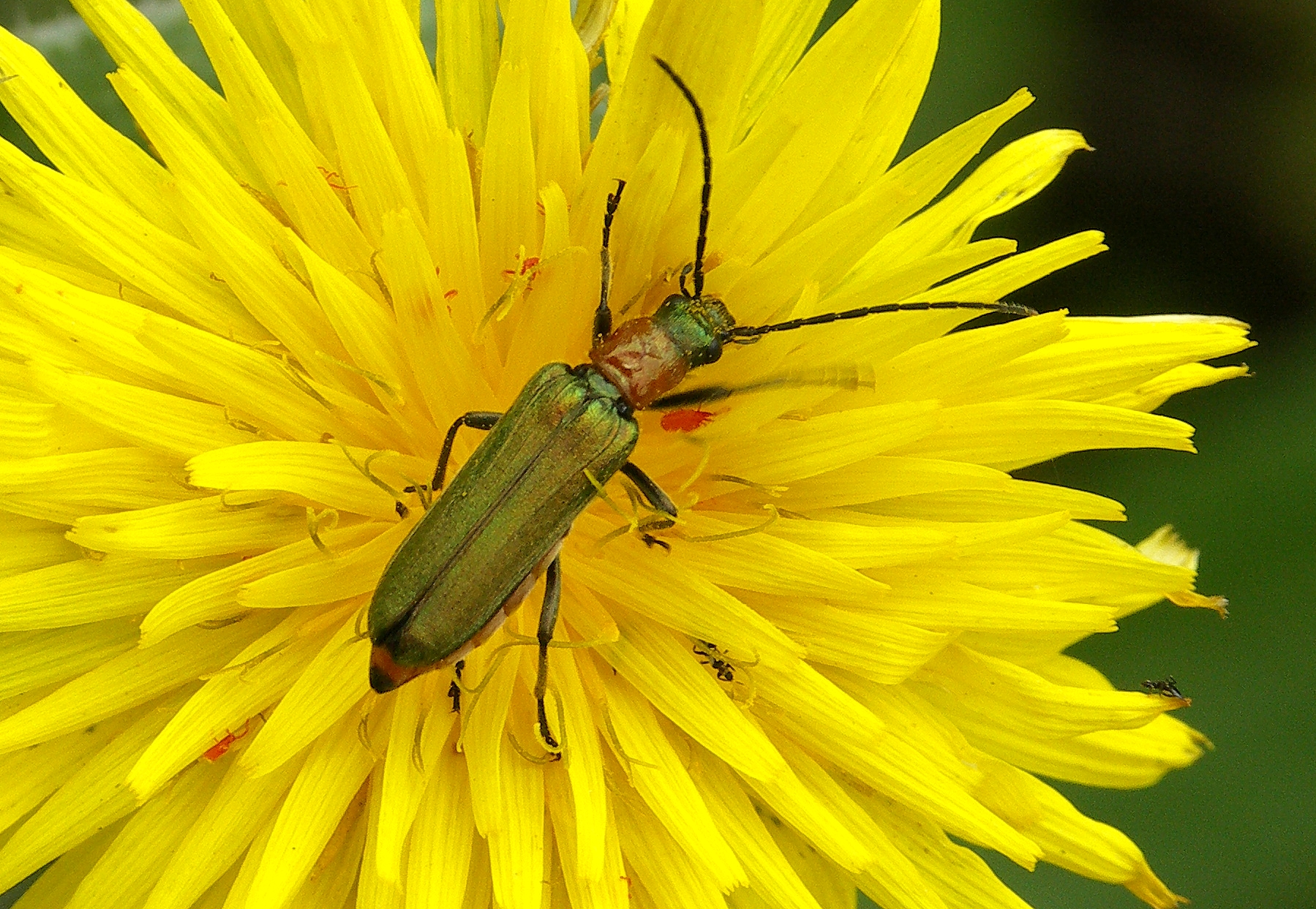
Anogcodes seladonius

Volwassen schijnboktorren hebben een slank lichaam met relatief zachte dekplaten. De lichaamslengte varieert van vijf tot twaalf millimeter. Veel soorten hebben een blauwe, groene, gouden of koperkleurige metaalglans, vaak gecombineerd met gele, oranje of rode waarschuwingskleuren. 
Schijnboktorren hebben lange, draadvormige antennes en relatief grote mandibels. Het voorste borststuksegment is smaller dan de dekschilden. Het is het breedst aan de kopzijde en heeft geen zijranden. De voorste en middelste poten hebben elk vijf segmenten, de achterste poten vier. Elk voorlaatst pootsegment is hartvormig.

### Gelijkende kevers
Sommige schijnboktorren vertonen uiterlijke overeenkomsten met slanke boktorsoorten, zoals de muskusboktor (Aromia moschata), maar kunnen worden herkend aan de draadvormige antennes.

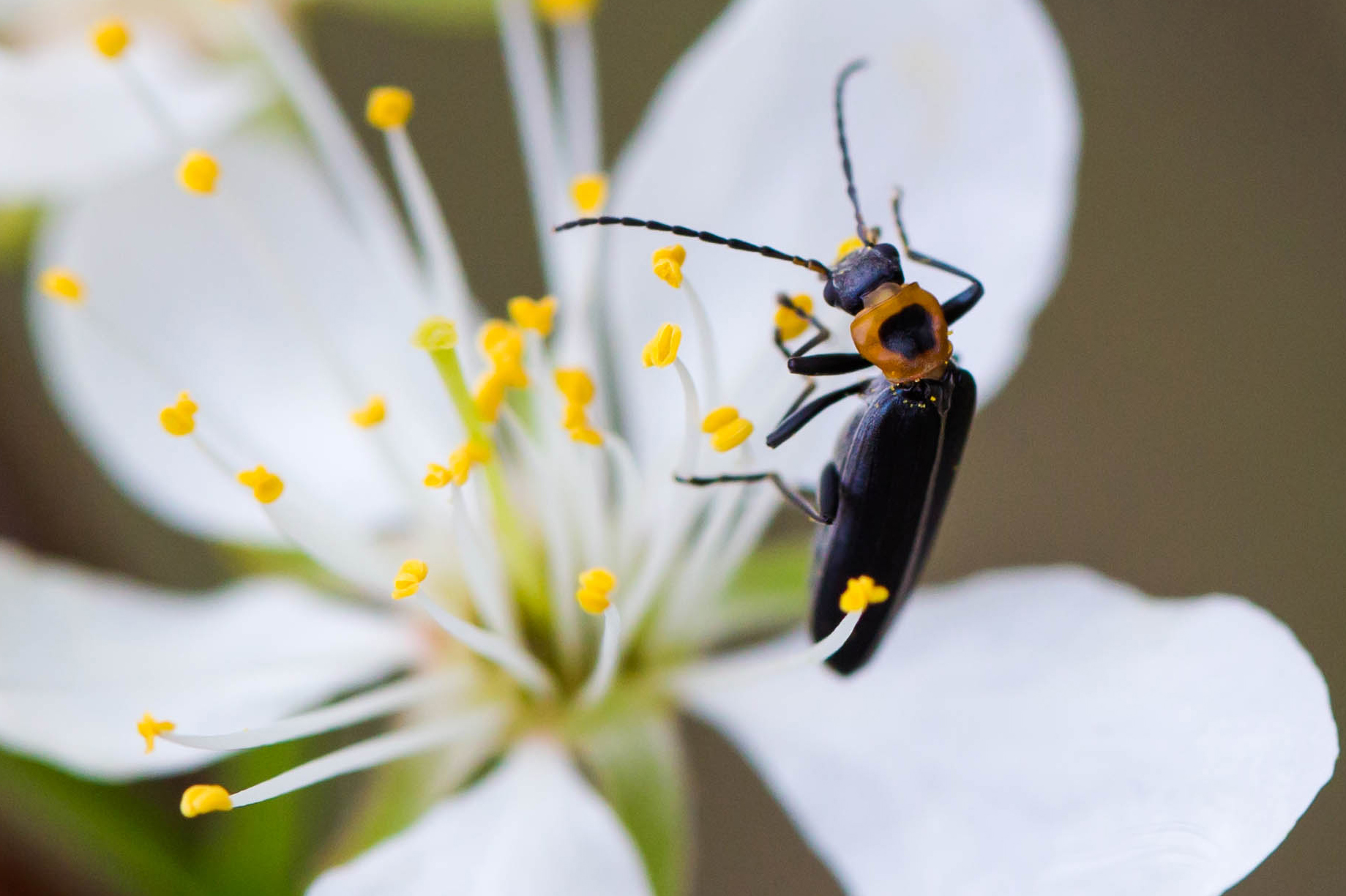
Asclera puncticollis

Andere soorten lijken sterk op bepaalde weekschildkevers. De heipaalkever (Nacerdes melanura) bijvoorbeeld lijkt sterk op de kleine rode weekschildkever (Rhagonycha fulva) en Asclera puncticollis op de gestreepte weekkever (Cantharis nigricans). Schijnboktorren kunnen van deze soorten worden onderscheiden door het randloze borstschild.
Oliekevers kunnen ook worden verward met schijnboktorren, maar hebben een borstschild dat smaller is aan de kopzijde.

## Levenswijze

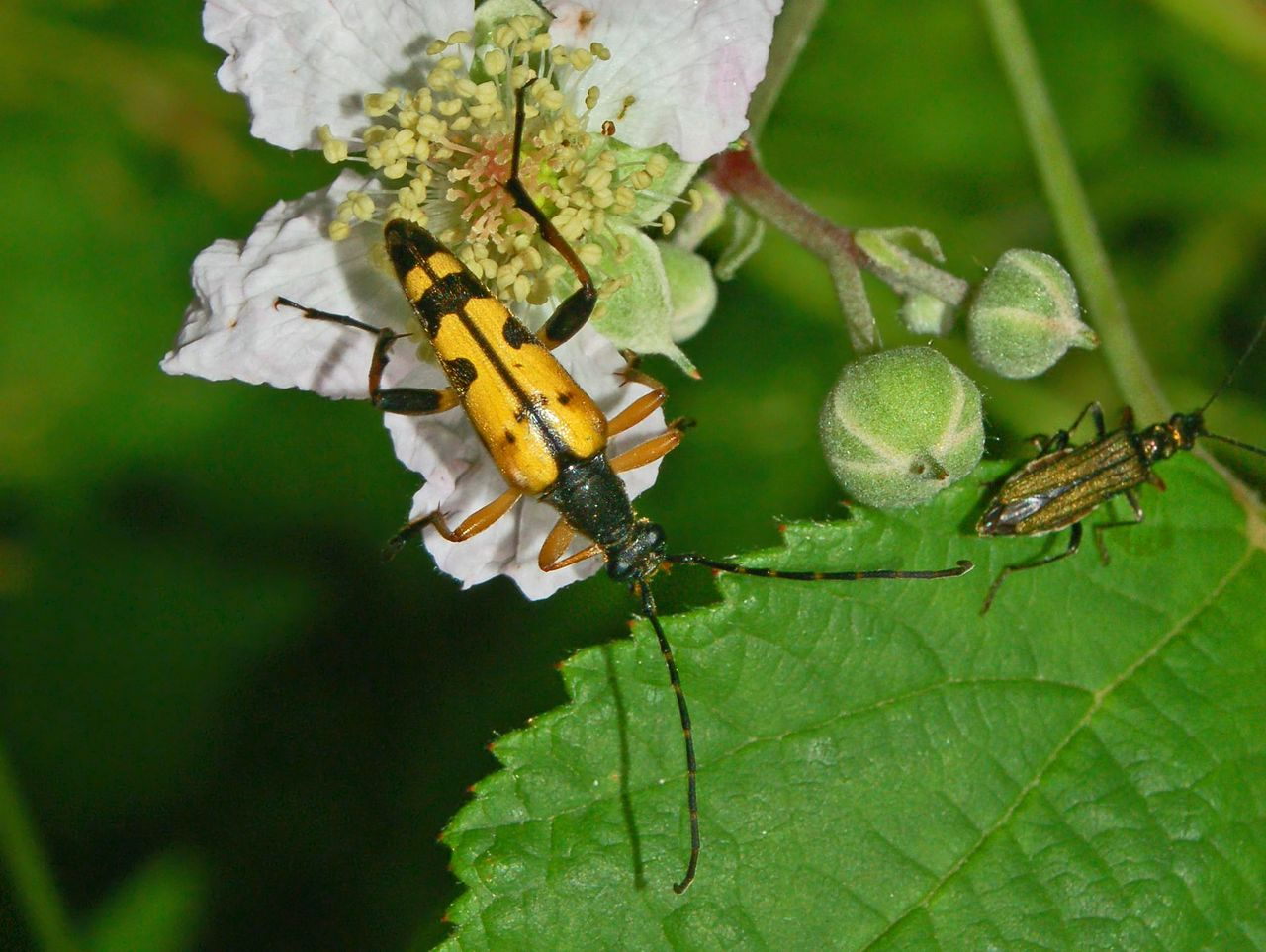
Een fraaie schijnboktor (Oedemera nobilis) en een geringelde smalboktor (links) op een braam.

Alle volwassen schijnboktorren zijn bloembestuivers die leven van stuifmeel en nectar. In gematigde gebieden zijn de imago's dagactief en worden er vaak aangetroffen op bloemen in gezelschap van boktorren en andere bloembezoekende kevers. In tropische regio's vliegen de kevers overwegend 's nachts en worden dan met name aangetrokken door kunstlicht.
Larven van schijnboktorren voeden zich uitsluitend met plantaardig materiaal. De meeste larvesoorten boren gangen in rottend hout, maar soorten van sommige geslachten als Oedemera ontwikkelen zich in de stengels van dode kruidachtige planten.
Net als oliekevers verdedigen volwassen schijnboktorren zich door cantharidine uit te scheiden, een giftige vloeistof die blaren kan veroorzaken. De Engelse naam voor schijnboktorren is dan ook false blisterbeetle ('valse oliekevers'), letterlijk 'valse blaarkevers'.

## Soorten in Nederland

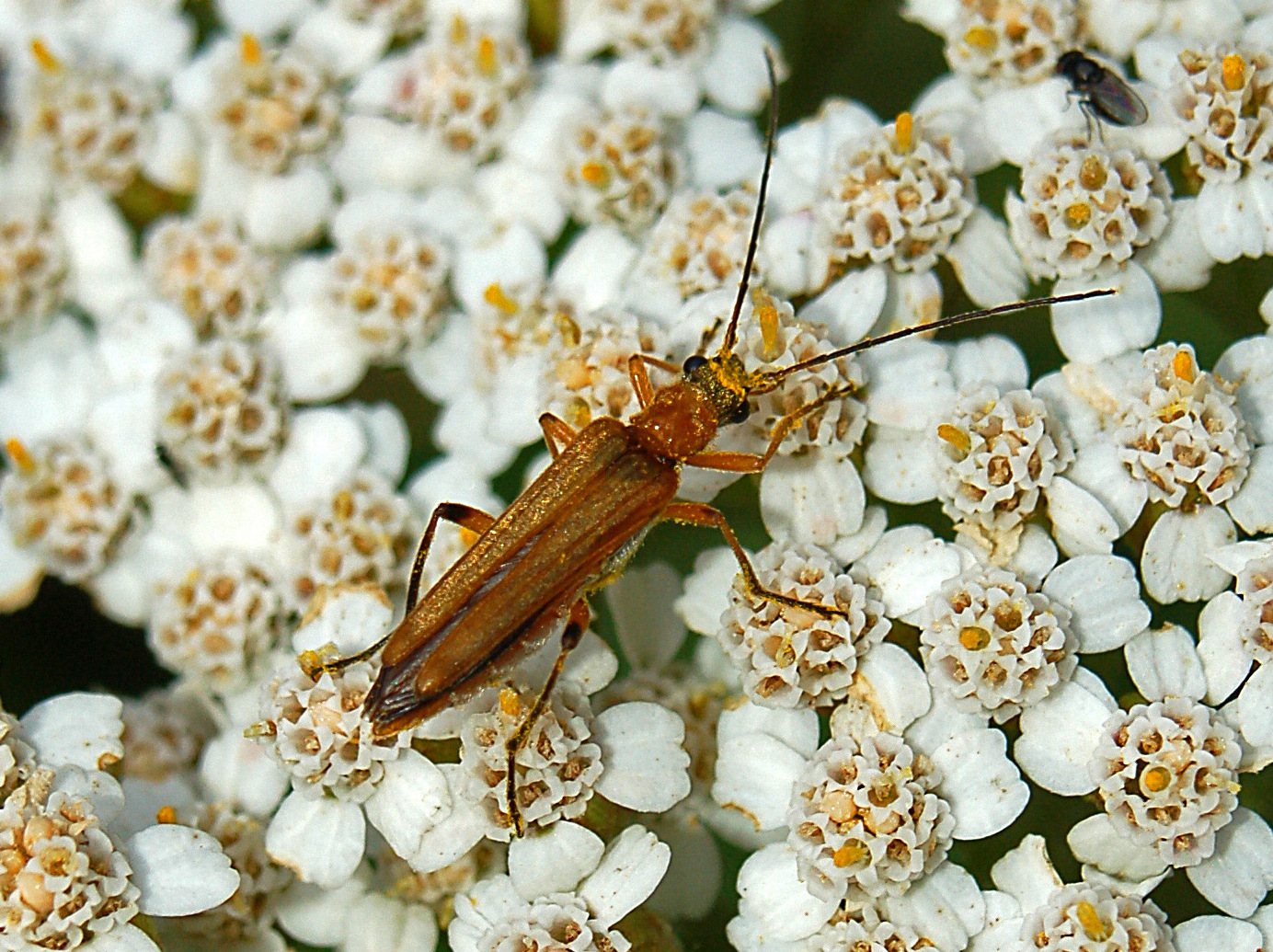
wijfje van de dikdijkever (Oedemera podagrariae)

In Nederland komen ten minste elf soorten schijnboktorren voor:
- Anogcodes melanurus
- Chrysanthia geniculata
- Ischnomera cyanea
- Nacerdes melanura (Heipaalkever)
- Oedemera croceicollis
- Oedemera femoralis
- Oedemera flavipes
- Oedemera lurida
- Oedemera nobilis (Fraaie schijnboktor)
- Oedemera podagrariae (Dikdijkever)
- Oedemera virescens (Groene schijnboktor)

## Afbeeldingen

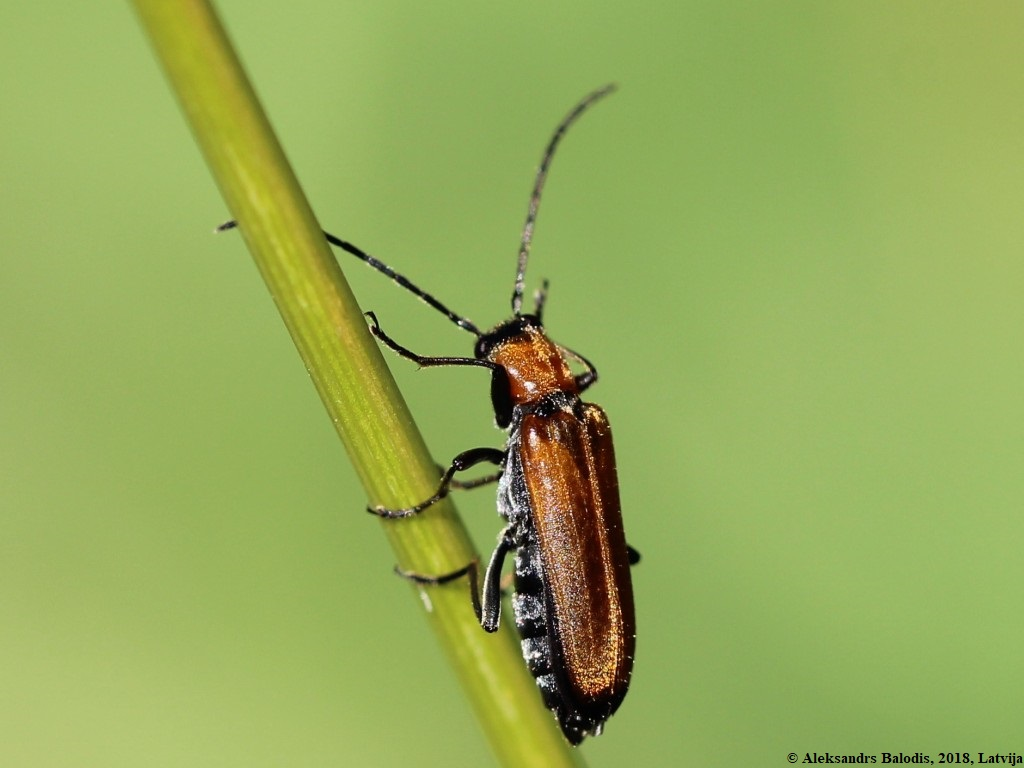
Anogcodes rufiventri
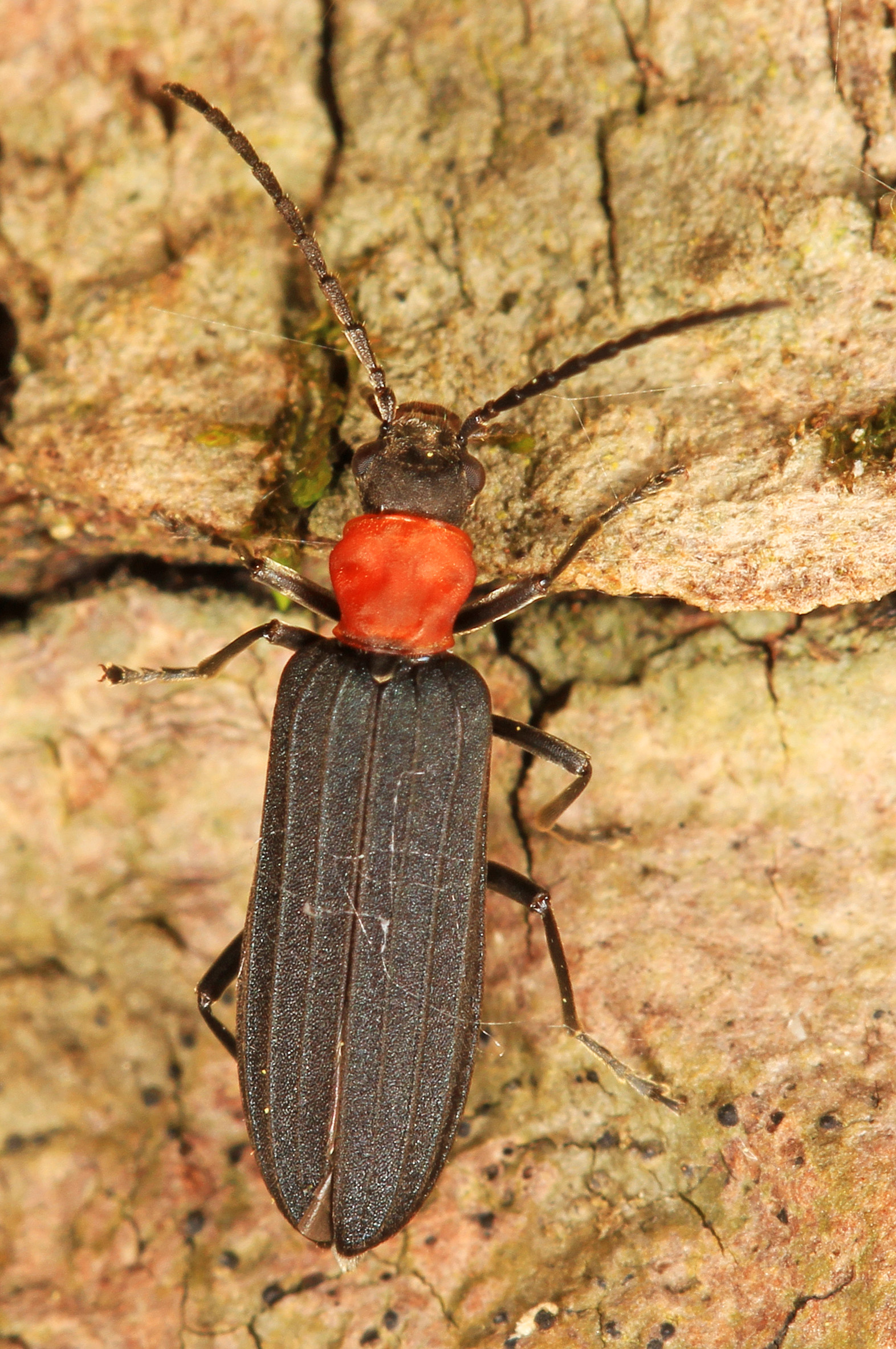
Asclera ruficollis
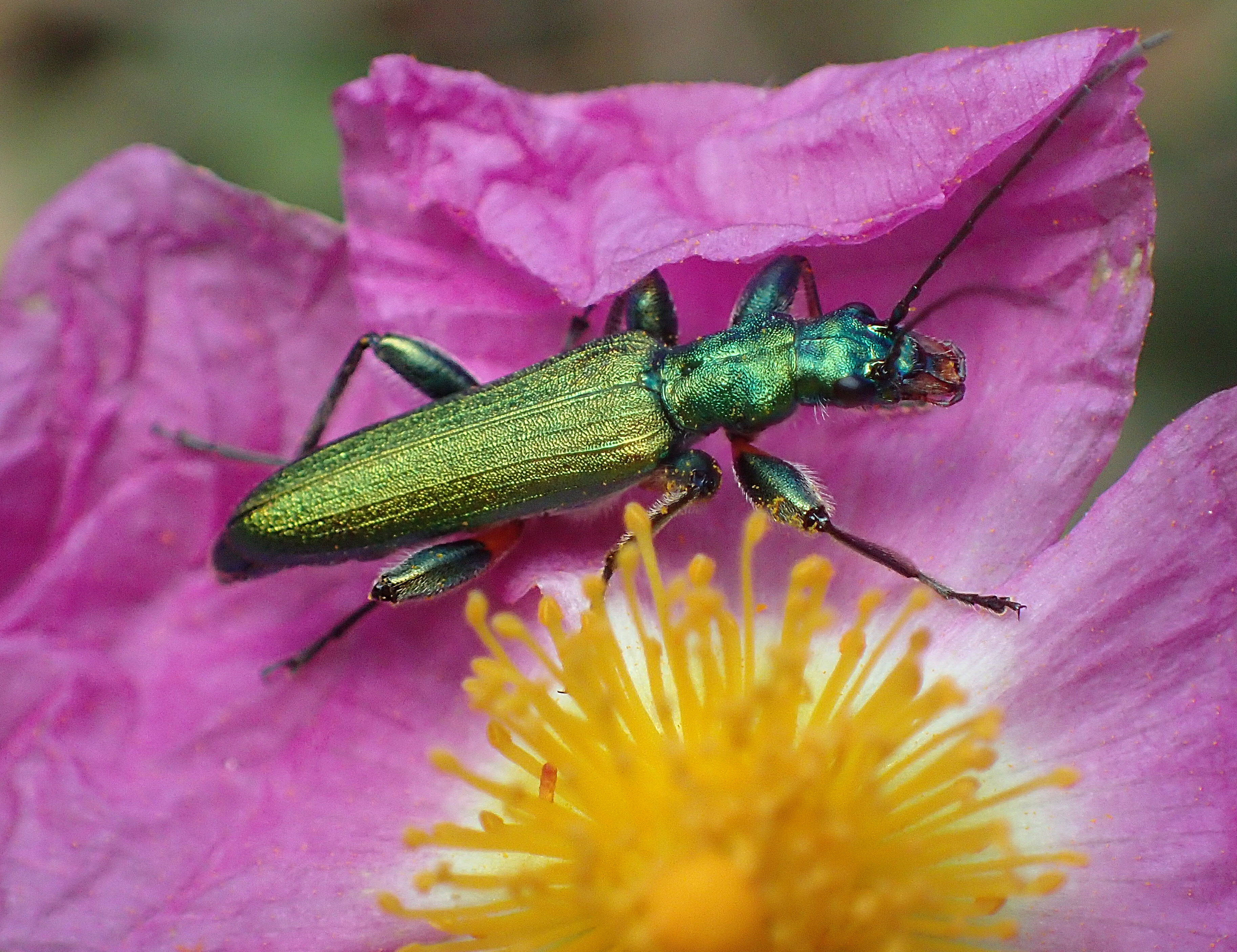
Chrysanthia varipes
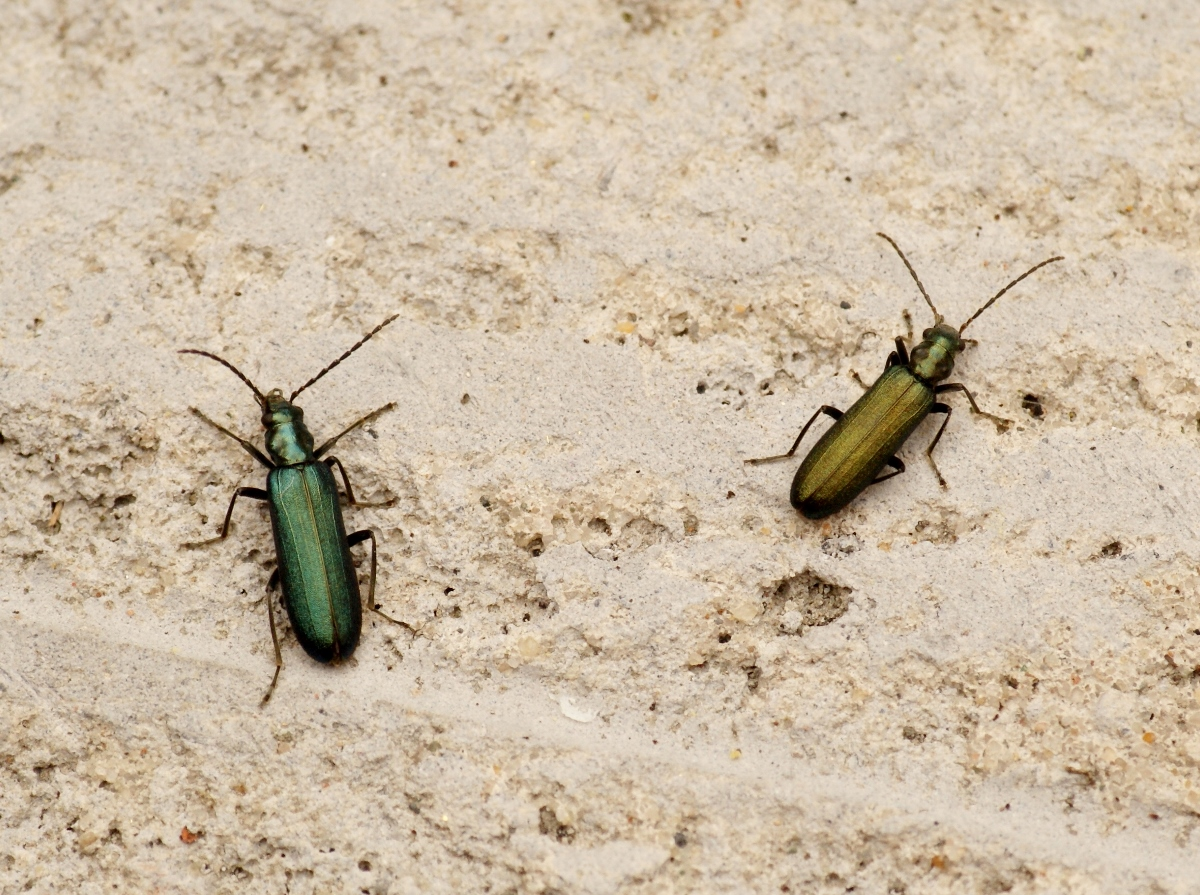
Ischnomera cyanea
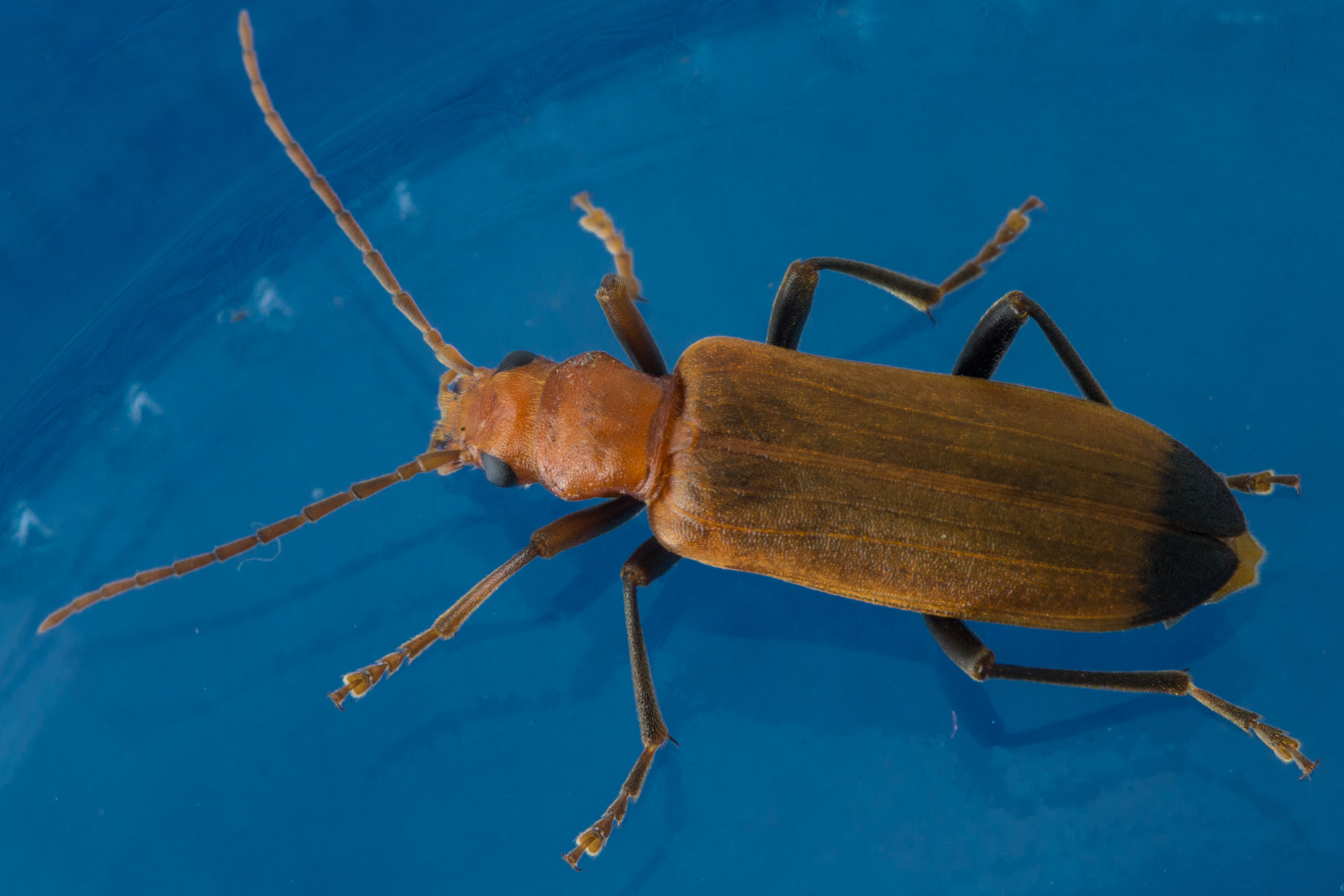
Heipaalkever (Nacerdes melanura)
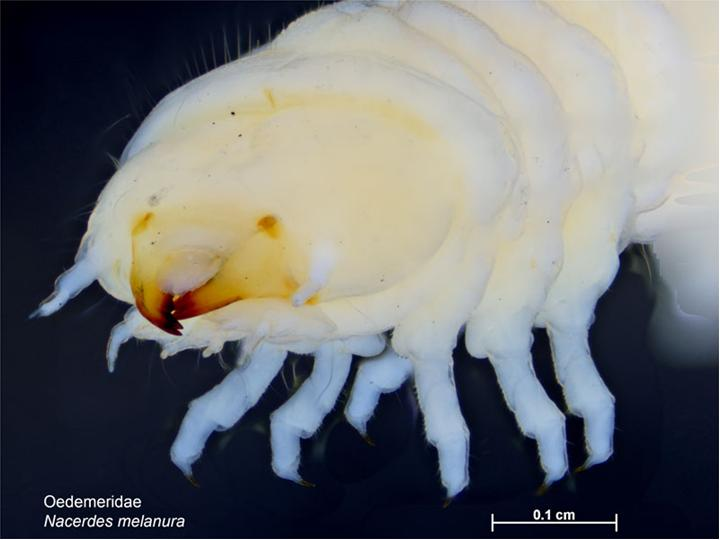
Larve van de heipaalkever (Nacerdes melanura)
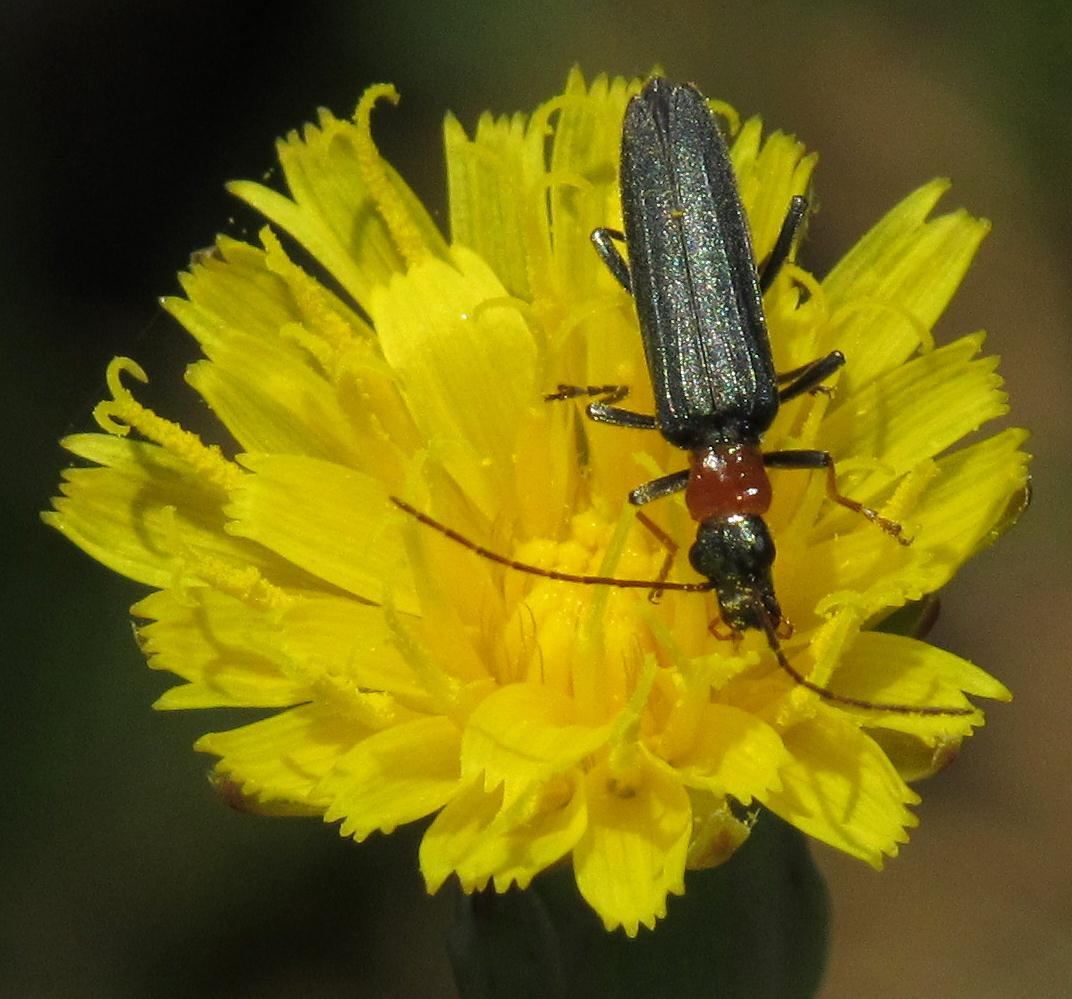
Oedemera croceicollis
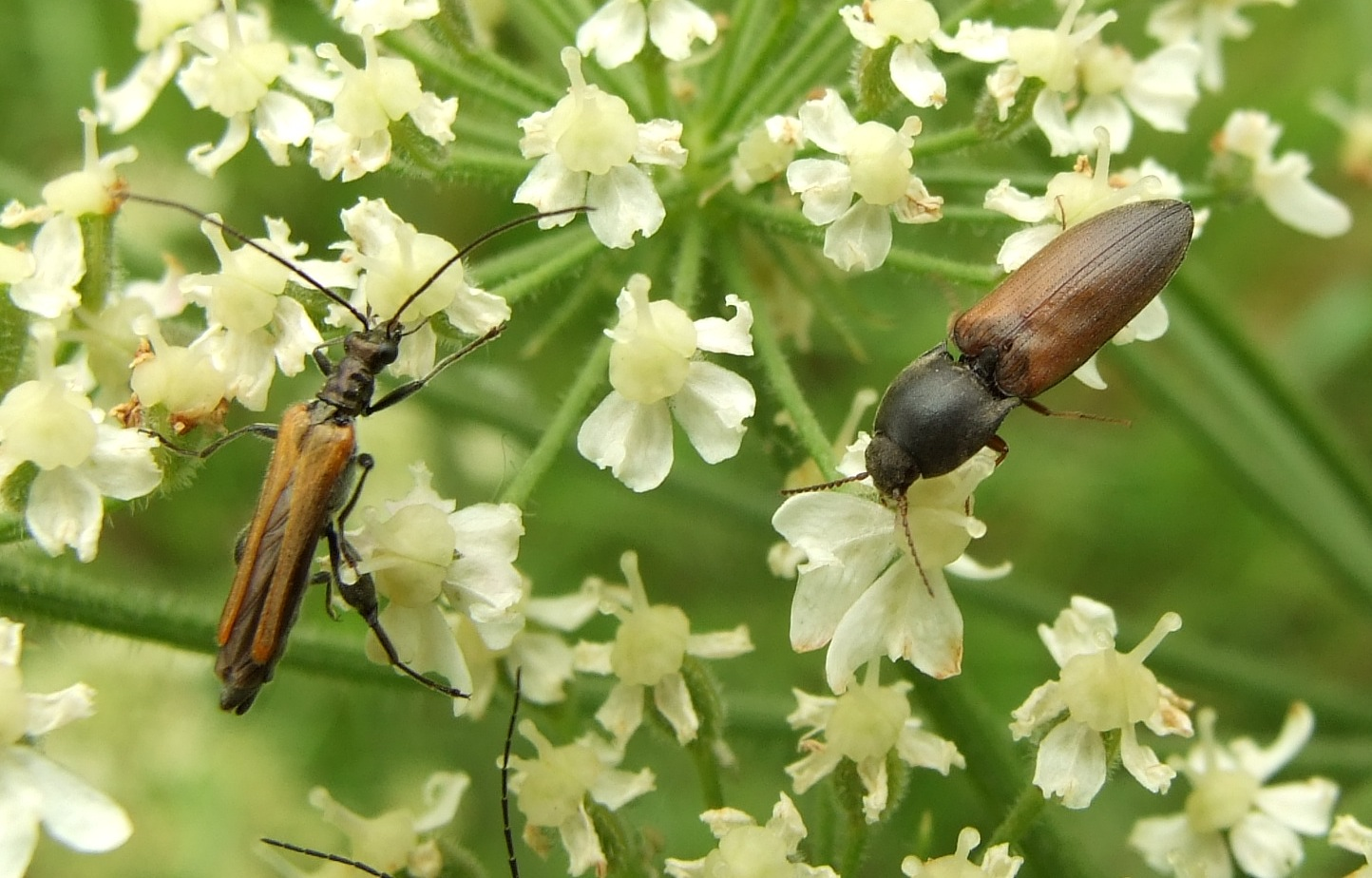
Oedemera femorata en een kniptor
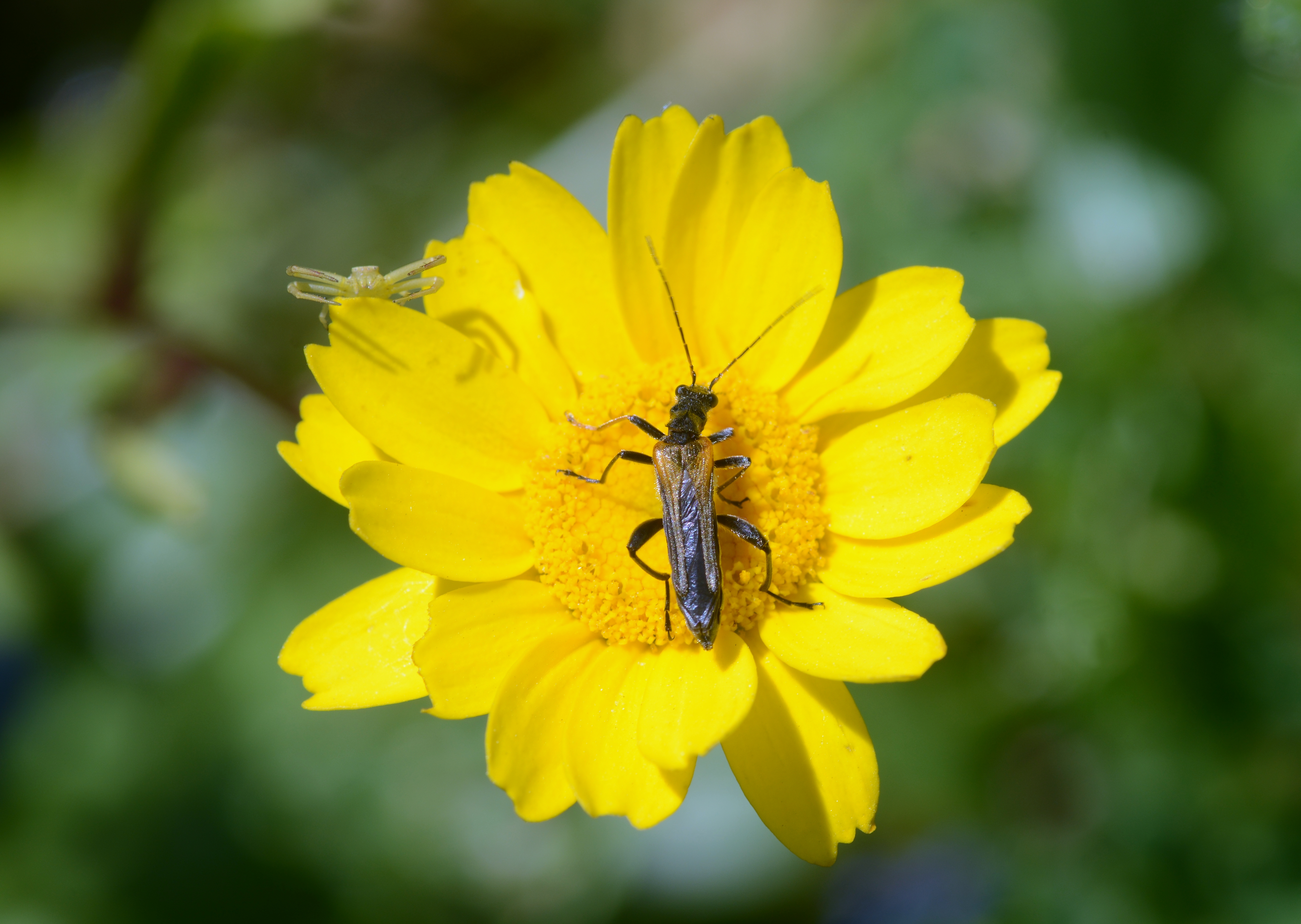
Oedemera simplex en de spin Thomisus onustus
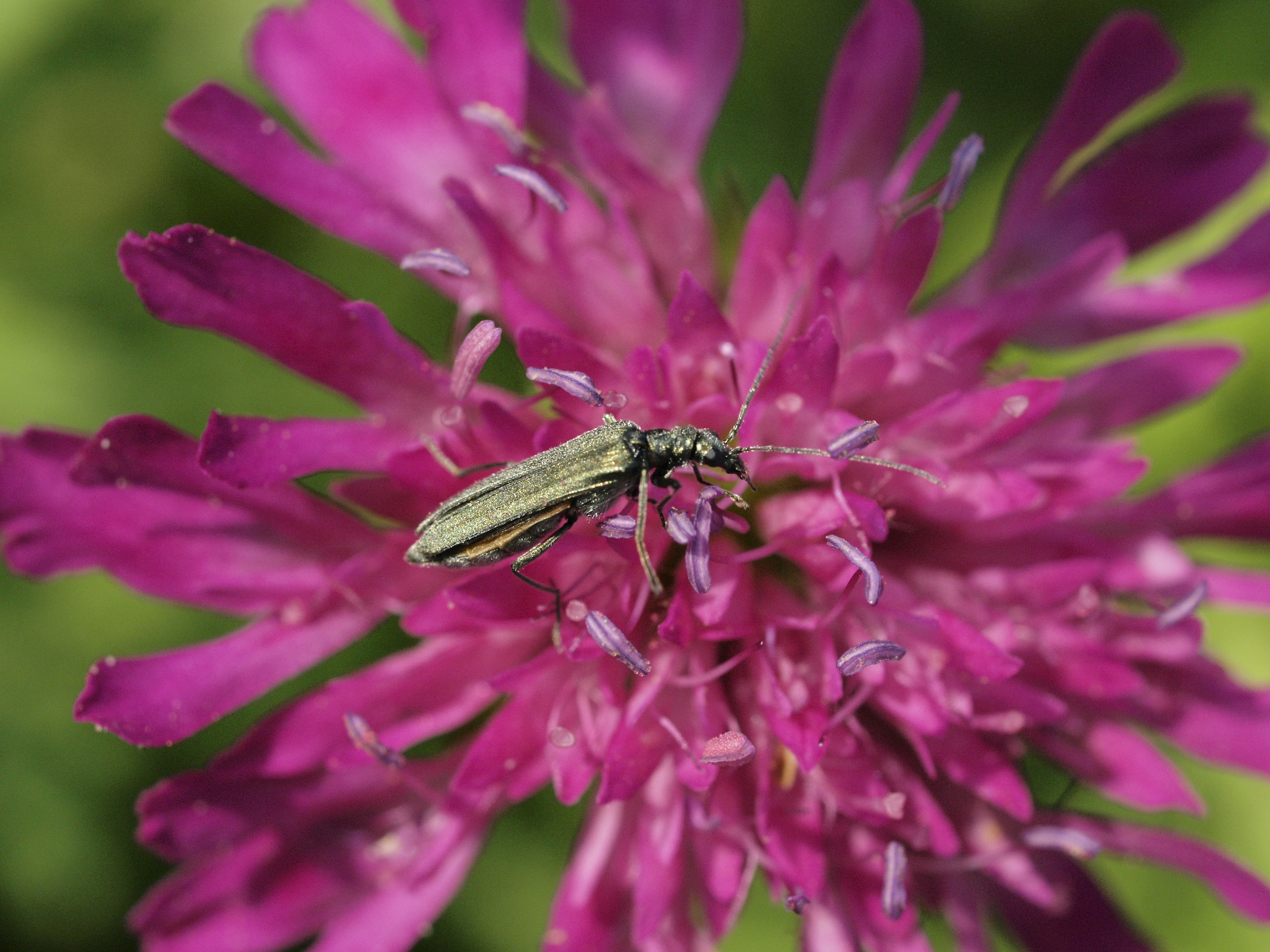
Groene schijnboktor (Oedemera virescens)